# Cratere Banting
Banting è un cratere lunare di 5,15 km situato nella parte nord-orientale della faccia visibile della Luna.